# Konarzyny (powiat kościerski)
Konarzyny (kaszb. Kònarzënë) – wieś w Polsce, położona w województwie pomorskim, w powiecie kościerskim, w gminie Stara Kiszewa, w pobliżu jeziora Krąg na pograniczu regionów Kaszuby, Kociewie i Bory Tucholskie. 
W latach 1954–1961 wieś należała i była siedzibą władz gromady Konarzyny, po jej zniesieniu w gromadzie Stara Kiszewa. W latach 1975–1998 wieś należała administracyjnie do województwa gdańskiego.
We wsi znajduje się kościół parafialny pw. św. Antoniego Padewskiego.
W domu pochodzącym z 1890 roku zlokalizowano obiekt gastronomiczny pod nazwą Czerwona Oberża.

## Integralne części wsi
| 0172913 | Lisewo   | część wsi |
| 0172920 | Madera   | część wsi |
| 0172936 | Pikowo   | część wsi |
| 0172942 | Tramkule | część wsi |

## Niezrealizowana linia kolejowa
Niezrealizowany projekt linii kolejowej (Czersk-Bąk-Konarzyny-Stara Kiszewa-Liniewo-Przywidz-Stara Piła-Gdańsk Kokoszki-Gdańsk Wrzeszcz). Odcinek pomiędzy Starą Piłą a Bąkiem nie doczekał się realizacji (w okolicy wyraźne ślady robót ziemnych).